# Seznam osebnosti iz Občine Ig
Seznam osebnosti iz Občine Ig vsebuje osebnosti, ki so se tu rodile, delovale ali umrle.
Občina ima 25 naselij: Brest, Dobravica, Draga, Golo, Gornji Ig, Ig, Iška, Iška Loka, Iška vas, Kot, Kremenica, Matena, Podgozd, Podkraj, Rogatec nad Želimljami, Sarsko, Selnik, Staje, Strahomer, Suša, Škrilje, Tomišelj, Visoko, Vrbljene in Zapotok.

## Gospodarstvo
- Mitja Brilly, gradbeni inženir in hidrotehnik (1946, Ljubljana)
- Tomaž Kočar, inženir gozdarstva (1938, Ljubljana)
- Ivan Podhagský, plemeniti, hidrotehnik in projektant osuševalnih del na Ljubljanskem barju (1831, Bohdaneč, Češka – 1900, Dunaj, Avstrija)
- Anton Podkrajšek, ekonom, izvedenec glede Ljubljanskega barja (1804, Ljubljana – 1885, Ljubljana)
- Martin Peruzzi, posestnik, sodeloval pri osuševanju Ljubljanskega barja (1835, Brezovica pri Ljubljani – 1900, Lipe)
- Ivan Sbrizaj, inženir in hidrotehnik, sodeloval pri osuševanju Ljubljanskega barja (1866, Senožeče – 1946, Ljubljana)

## Humanistika in znanost
V ta razdelek so vključene tudi osebnosti, ki jim je bila Občina Ig le študijsko področje.
- Marko Accetto, gozdarski strokovnjak, botanik in fitocenolog, začetnik dendrokronoloških raziskovanj na Slovenskem (1936, Ljubljana – 2017, Rakitna)
- Rafael Bačar, biolog, botanik in ornitolog (1902, Divača – 1975, Ljubljana)
- France Baraga, prevajalec in arhivist (1942, Rakek)
- Dolfka Boštjančič, andragoginja in socialna delavka (1923, Dovje – 1983, Dovje)
- Ivo A. Božič, biolog, ornitolog in muzealec (1945, Cerovec pri Črešnjevcu)
- Anton Brancelj, biolog, zoolog in ekolog (1957, Iška)
- Tatjana Bregant, arheologinja (1932, Ruta, Lovrenc na Pohorju – 2002, Golnik)
- Mihael Brenčič, geolog (1967, Ljubljana)
- Marko Breznik, geolog, gradbeni inženir, hidrotehnik in univerzitetni profesor (1920, Ljubljana – 2020, ?)
- Natalija Budihna, biologinja, ihtiologinja (?)
- Mihael Budja, arheolog in pedagog (1951, Brežice)
- Emilijan Cevc, umetnostni zgodovinar in akademik (1920, Kamnik – 2006, Ljubljana)
- Tatjana Čelik, entomologinja (1968, Maribor)
- Konrad Črnologar, umetnostni topograf, konservator in učitelj, (1860, Peščenik – 1904, Šmarje - Sap)
- Katarina Čufar, lesarska strokovnjakinja (1958, Ljubljana)
- Dragotin Dežman (tudi Karel Dežman ali Karl Deschmann), politik, arheolog, botanik, muzealec in pesnik (1821, Idrija – 1889, Ljubljana)
- Bojan Erhartič, geograf (1979, Maribor – 2013, Ljubljana)
- Tomaž Fabec, arheolog (?)
- Danilo Furlan, geograf in klimatolog (1913, Trst, Italija – 2003, Ljubljana)
- Ludvik Germonik, publicist (1823, Reka, Hrvaška – 1909, Dunaj, Avstrija)
- Ferdo Gestrin, zgodovinar, profesor in akademik (1916, Ljubljana – 1999, Bled)
- Andrej Gogala, biolog in muzejski svetovalec pri Prirodoslovnem muzeju Slovenije (1962, ?)
- Lucija Grahek, arheologinja (?)
- Janez Gregor Dolničar, pravnik, proučevalec antičnih napisov, kronist in zgodovinar (1655, Ljubljana – 1719, Ljubljana)
- Gabrijel Gruber, hidrotehnik, arhitekt, polihistor in duhovnik (1740, Dunaj, Avstrija – 1805, Sankt Peterburg, Rusija)
- Baltazar Hacquet, naravoslovec, kirurg in etnolog (okoli 1735, Francija – 1815, Dunaj, Avstrija)
- Jovan Hadži, zoolog (1884, Temišvar, Romunija – 1972, Ljubljana)
- Otto Hirschfeld, arheolog (1843 Königsberg, Prusija – Berlin, Nemčija)
- Franc Jožef Hanibal Hohenwart, kranjski naravoslovec (1771, Ljubljana – 1844, ?)
- Martin Hostnik, gradbenik, preučeval cerkve v Občini Ig (?)
- Spomenka Hribar, filozofinja, sociologinja in publicistka (1941, Beograd, Srbija)
- Tine Hribar, filozof (1941, Goričica pri Ihanu, Domžale)
- Miha Humar, raziskovalec na področju lesarstva (1975, Komenda)
- Simona Kermavnar, umetnostna zgodovinarka (?)
- Ivan Komelj, konservator, umetnostni zgodovinar, kastelolog in profesor (1923, Novo mesto – 1985, Ljubljana)
- Ernest Kramer, kemik in agronom (1854, Škofja Loka – 1907, Ljubljana)
- Ciril Krušnik, ihtiolog (?)
- Tomislav Levanič, dendrokronolog (?)
- Anton Tomaž Linhart, zgodovinar, dramatik in šolnik (1756, Radovljica – 1795, Ljubljana)
- Edisa Lozić, arheologinja (?)
- Anton Melik, geograf (1890, Črna vas – 1966, Ljubljana)
- Dimitrij Mlekuž, arheolog in pedagog (?)
- Lucija Močnik Ramovš, restavratorka (1972, Ljubljana)
- Izidor Molè, restavrator, slikar in profesor (1927, Log pri Brezovici – 1998, Brezovica)
- Alfonz Müllner, arheolog in muzealec (1840, Velikovec, Avstrija – 1918, Dunaj, Avstrija)
- Primož Pavlin, arheolog (?)
- Franjo Pirc, novinar (1872, Novo mesto – 1950, Hrastovec)
- Rok Plesničar, arheolog (?)
- Andrej Pleterski, arheolog (1955, Ljubljana)
- Miha Preinfalk, zgodovinar (1974, ?)
- Anton Premerstein, plemeniti, arheolog, zgodovinar in klasični filolog (1868, Ljubljana – 1935, Marburg, Nemčija)
- Joerg Prestor, hidrogeolog (1961, Ljubljana)
- Ivan Pucelj, matematik (1930, Visoko)
- Anja Ragolič, arheologinja (?)
- Balduin Saria, klasični zgodovinar, arheolog in numizmatik (1893, Ptuj – 1974, Gradec, Avstrija)
- Giovanni Antonio Scopoli, naravoslovec, biolog in zdravnik (1723, Cavalese, Italija – 1788, Pavia, Italija)
- Andrej Simončič, agronom in direktor Kmetijskega inštituta Slovenije (1922, Celje)
- Aleš Smrekar, geograf (1967, ?)
- France Stele, umetnostni zgodovinar in konservator (1886, Tunjice – 1972, Ljubljana)
- Dušan Stepančič, pedolog (1921, Hrib - Loški Potok – 2007, Ljubljana)
- Vinko Strgar, botanik (1928, Leskovec pri Krškem – 1992, Ljubljana)
- Jaroslav Šašel, arheolog (1924, Šmarje pri Jelšah – 1988, Ljubljana)
- Marjeta Šašel Kos, arheologinja in klasična filologinja (1952, ?)
- Urban Šilc, botanik (?)
- Jakob Šolar, jezikoslovec, literarni zgodovinar, prevajalec, duhovnik in kanonik, na Igu deloval med leti 1952–57 (1896, Rudno – 1968, Ljubljana)
- Nace Šumi, umetnostni zgodovinar, konservator, etnograf, pedagog in likovni kritik (1924, Klanec pri Kranju – 2006, Dobeno)
- Mihael Jožef Toman, biolog in ekolog celinskih voda (1953, Kamna Gorica)
- Špela Tomažinčič, arheologinja (?)
- Davorin Tome, ornitolog (?)
- Borut Toškan, arheolog (1973, ?)
- Vesna Tratnik, arheologinja (?)
- Janez Vajkard Valvasor, polihistor, risar, zbiralec in založnik (1641, Ljubljana – 1693, Krško)
- Anton Velušček, arheolog (1965, ?)
- Raffaele Angelo Vicentini, hidrotehnik (med 1826 in 1827 Špeter ob Soči, Italija – 1885 Conegliano, Italija)
- Urša Vilhar, gozdna ekologinja (?)
- Jernej Virant, elektrotehnik in strokovnjak za računalništvo (1932, Strahomer – 2008, Ljubljana)
- Branko Vreš, botanik (?)
- Davorin Vuga, arheolog (?)
- Leopold Zor, biolog in pedagog (1919, Ljubljana – 2009, Ljubljana)
- Marijan Zadnikar, umetnostni zgodovinar in konservator (1921, Novo mesto – 2005, Ljubljana)
- Milan Železnik, umetnostni zgodovinar in konservator (1929, Ljubljana – 1987, Ljubljana)

## Kultura

### Glasba
- Franc Kramar, zbiralec ljudskih pesmi, orglar in skladatelj (1890, Matena – 1959, Strahomer)
- Franc Miglič, glasbenik, orglar in skladatelj, na Igu deloval 20 let (1855, Stara Oselica – 1925, Vrh Svetih Treh Kraljev)
- Ivan Milavec, izdelovalec orgel (1874, Logatec – 1915, Ljubljana)
- Franc Šturm, skladatelj, pianist in dirigent (1912, Pivka – 1943, Iški Vintgar)
- Ignacij Zupan, izdelovalec orgel (1853, Kropa – 1915, Kamna Gorica)
- Ivan Zupan, izdelovalec orgel in skladatelj (1857, Kropa – 1900, Kamna Gorica)

### Gledališče in film
- Jernej Šugman, igralec (1968, Ljubljana – 2017, Podljubelj)

### Književnost
- Vladimir Gajšek, književnik, prevajalec, publicist in slikar (1946, Maribor)
- Berta Golob, pisateljica, pesnica, knjižničarka, lektorica in učiteljica (1932, Kranj)
- Fran Govekar, pisatelj, dramatik, kritik in kulturni delavec (1871, Ig – 1949, Ljubljana)
- Janez Jalen, pisatelj, dramatik in duhovnik, napisal roman Bobri, v katerem na podlagi arheoloških najdb opisuje življenje mostiščarjev na Ljubljanskem barju (1891, Rodine – 1966, Ljubno na Gorenjskem)
- Ivo Trošt, pisatelj in učitelj, v Tomišlju deloval med letoma 1901 in 1925 (1865, Col – 1937, Ljubljana)
- Cene Vipotnik, pesnik, urednik in prevajalec (1914, Zagorje ob Savi – 1972, Ljubljana)
- Ivan Vouk, prevajalec in pisatelj, bil šolski upravitelj na Igu med letoma 1929 in 1937 (1886, Koper – 1951, Ljubljana)

### Slikarstvo, kiparstvo in arhitektura
- Almanach, slikar (?, Antwerpen, Belgija – ?)
- Franc Blaznik, slikar (?)
- Lojze Čemažar, cerkveni slikar (1950, Kleče (Ljubljana))
- Josip Egartner, slikar (1809, Sovodenj, Avstrija – 1849, Kranj)
- Franc Faleschini, ml., arhitekt (1840, Možac – 1917, ?)
- Gašpar (Gašper) Franchi, zvonar (okoli 1657, Videm, Italija – 1733, Ljubljana)
- Anton Jebačin, slikar in restavrator (1850, Ljubljana – 1927, Ljubljana)
- France Kralj, slikar, kipar, grafik, ilustrator in pedagog (1895 Zagorica, Videm - Dobrepolje – 1960, Ljubljana)
- Janja Lap, arhitektka, oblikovalka in pedagoginja (1929, Ljubljana – 2004, Ljubljana)
- Janez Ljubljanski, slikar (?)
- Gregor Maček, arhitekt (okoli 1670, Ljubljana – 1745, Ljubljana)
- Ivan Pavlinec, kipar in rezbar (?)
- Jože Plečnik, arhitekt (1872, Ljubljana – 1957, Ljubljana)
- Edvard Ravnikar, arhitekt (1907, Novo mesto – 1993, Ljubljana)
- Albert Samassa, zvonar (1833, Ljubljana – 1917, ?)
- Anton Sever, kipar in medaljer, obiskoval osnovno šolo na Igu (1886, Šenčur – 1965, Ljubljana)
- Matej Sternen, slikar, grafik in restavrator (1870, Verd – 1949, Ljubljana)
- Štefan Šubic, podobar in slikar (1820, Hotovlja – 1884, Poljane nad Škofjo Loko)
- Jernej Ternovec, podobar, mizar (1846, Setnica – 1933, Polhov Gradec)
- Franc Torkar, livar (1880, ? – 1957,?)
- Jaka Torkar, slikar, grafik in kipar (1932, Lesce)
- Ivan Zajec, kipar (1869, Ljubljana – 1952, Ljubljana)

## Politika in uprava
- rodbina Auersperg, grofica Marija Izabela; lastniki Gradu Ig in ižanskega ozemlja med leti 1510–81, po letu 1805 grof Vajkard Viljem
- Bernard Barbo Waxenstein, baron in lastnik Dvorca Matena v letih 1617–52 (?)
- Janez Cimperman, politik, župan Občine Ig (1951, ?)
- rodbina Engelshauser, Janez pl.; lastniki Gradu Ig in ižanskega ozemlja v letih 1581–1805
- Franc Galle, trgovec, tovarnar, lastnik Graščine Brest v 19. stoletju
- Janez Nepomuk Hradecky, politik in župan Mestne občine Ljubljana v letih 1820–46, zaslužen za gradnjo ceste iz Ljubljane do Iga med letoma 1826 in 1829 (1775, Ljubljana – 1846, Ljubljana)
- Alenka Jeraj, političarka, poslanka in predsednica Društva Fran Govekar Ig (1973, Ljubljana)
- Janez Siegfrid Portner, plemič in lastnik Dvorca Matena v letih 1652–1676  (?)
- Ivan Krištof Portner, plemič, zgradil Graščino Brest (?)
- Martin Schnitzenbaum, leta 1436 kupil Grad Ig in gospostvo
- rodbina Spanheim, lastniki Gradu Ig med letoma 1122 in 1261 in ižanskega ozemlja
- rodbina Švigelj, lastniki Graščine Brest pred 2. svetovno vojno
- Mark Anton Taufferer, baron in lastnik Dvorca Matena (1655, Višnja Gora – 1709, Ljubljana)

## Religija
- France Ačko, duhovnik, frančiškan, skladatelj in orglar (1904, Maribor – 1974, Ljubljana)
- Janez Aitelpeš, duhovnik, na Igu deloval med letoma 1646 in 1647 (?)
- Jakob Aljaž, duhovnik, skladatelj in alpinist (1845, Zavrh pod Šmarno goro – 1927, Dovje)
- Janez Avsenik, duhovnik in trenutni župnik na Igu, na Igu deluje od leta 2017 (?)
- Ivan Belec, duhovnik, sociolog in socialni publicist, na Igu deloval med letoma 1881 in 1883 (1856, Radomlje – 1889, Veliki Trn)
- Anton Bergant, duhovnik in dekan, na Igu deloval med letoma 1951 in 1971 (1904, ? – 1971, Ig)
- Gregor Bistriški, duhovnik, na Igu deloval leta 1472 (?)
- Lenart Bonomo, duhovnik in doktor prava, na Igu deloval (po) letu 1490 (okoli 1468, ? – ?)
- Janez Jurij Cepar, duhovnik, na Igu deloval med letoma 1768 in 1781 (?)
- Janez Krstnik Cerar, duhovnik, na Igu deloval med letoma 1684 in 1692 (?)
- Janez Andrej Cigole, duhovnik, na Igu deloval med letoma 1651 in 1665 (?)
- Janez Dienstman, duhovnik, na Igu deloval med letoma 1636 in 1639 (?)
- Matija Dienstman, duhovnik, na Igu deloval med letoma 1620 in 1636 (?)
- Jakob Dolenec, duhovnik, na Igu deloval med letoma 1881 in 1899 (1846, ? – 1899, Ig)
- Egidij Dolinar, duhovnik, na Igu deloval med letoma 1971 in 1984 (?)
- Gregor Dolničar, duhovnik, na Igu deloval med letoma 1697 in 1715 (?)
- Janez Anton Dolničar, duhovnik in organizator cerkvenega življenja v ljubljanski škofiji, na Igu deloval med leti 1693–1712 (1662, Ljubljana – 1714, Ljubljana)
- Ivan Erjavec, duhovnik, na Igu deloval med letoma 1945 in 1951 (?)
- Jakob Glavič, duhovnik, na Igu deloval leta 1602 (in prej) (?)
- Jožef Gollmayer, duhovnik, na Igu deloval med letoma 1781 in 1786 (okoli 1736, Lesce – 1799, Kranj)
- Josip Valentin Gruden, duhovnik, zgodovinar in kanonik, na Igu deloval leta 1893 (1869, Ljubljana – 1922, Ljubljana)
- Mihael Hasiber, duhovnik, na Igu deloval leta 1542 (?)
- Jožef Hočevar, duhovnik, na Igu deloval med letoma 1868 in 1881 (?)
- Janez Andrej pl. Höffer, duhovnik (1628, Salvelt – 1666, Iška vas)
- Janez Bertold pl. Höffer, duhovnik, na Igu deloval med letoma 1662 in 1683 (?)
- Tomaž Hren, duhovnik in ljubljanski škof (1560, Ljubljana – 1630, Gornji Grad)
- Janko Ivančič, duhovnik in salezijanec, na Igu deloval med letoma 1998–99 (?)
- Avguštin Jakob, duhovnik, na Igu deloval leta 1951 (?)
- Janez Nepomuk Klemenčič, duhovnik, na Igu deloval med letoma 1924–45 (?)
- Anton Klementini, duhovnik, kanonik in nabožni pisatelj (1744, Stara Fužina – 1826, Ljubljana)
- Viktor Köchler, duhovnik, na Igu deloval med leti 1910–24 (?)
- Anton Košir, duhovnik in salezijanec, na Igu deloval v letih 1989–1995 (1939, Sodražica)
- Janez Ludvik Kronlechner, duhovnik, na Igu deloval v letih 1693–1697 (med 1627 in 1687, ? – ?)
- Mihael Kumar pl. Kumberg, duhovnik, na Igu deloval leta 1639 (1598, Grgar – 1653, ?)
- Erazem Lubel, duhovnik, na Igu deloval (pred) letom 1430 (?)
- Janez Evangelist Mauring, duhovnik in pisatelj, na Igu deloval v letih 1900–1910 (1864, Višnja Gora – 1927, Višnja Gora)
- Nikolaj Marendič, duhovnik, na Igu deloval v letih 1566–1574 (?)
- Kalist Medič, duhovnik in frančiškan (1844, ? – 1924, Brezje)
- Jakob Megušar, moravški kaplan, leta 1808 prestavljen na Golo (?)
- Lovro Mencinger, duhovnik in sadjar, na Golem deloval v letih 1866–1891 (1835, Bohinjska Bistrica – 1903, Ljubljana)
- Anton Mrkun, duhovnik, propagator treznosti in prosvetni organizator (1876, Ig – 1961, Cleveland, Ohio, Združene države Amerike)
- Mihael Omersa, duhovnik in skladatelj (1679, Kamnik – 1742, Ig)
- Jožef Partel, duhovnik in nabožni pesnik, na Igu deloval v letih 1843–1852 (1805, Škocjan – 1865, Češnjice pri Moravčah)
- Jurij Paušek, duhovnik, cenzurni knjižni revizor in kanonik, na Igu deloval v letih 1811–1813 (1784, Ljubljana – 1853, Ljubljana)
- Boštjan Pogačar, duhovnik, na Igu deloval v letih 1742–1749 (?)
- Maruša Pogrlič, voditeljica verske ločine skakalcev (okoli 1550 – ?)
- Franc Karel Polc, duhovnik, na Igu deloval v letih 1749–1767 (?)
- Janez Poprijan, duhovnik, na Igu deloval v letih 1984–1986 (?)
- Jože Pozderec, duhovnik in salezijanec, na Igu deloval v letih 1999–2017 (?, Melinci)
- Peter Praun, duhovnik, na Igu deloval (pred) letom 1566 (?)
- Frančišek Ksaver Prusnik, duhovnik, na Igu deloval v letih 1843–1868 (?)
- Stanko Rebek, duhovnik, salezijanec in ljudski misijonar, na Igu deloval leta 1971 (1908, ? – ?)
- Janez Gregor Rozman, duhovnik, na Igu deloval v letih 1639–1641 (?)
- Rajnald Scarlichi, duhovnik in škof (?, Eger, Madžarska – 1640, Ljubljana)
- Jurij Schrieper, duhovnik, na Igu deloval v letih 1603–17 (? – 1617, Ig)
- Jožef Smrekar, duhovnik in kulturni zgodovinar (1842, Ljubljana – 1910, Ljubljana)
- Jožef Anton Steinmetz, duhovnik, na Igu deloval v letih 1807–1830 (?)
- Janez Andrej pl. Stemberg, duhovnik in novomeški prošt, na Igu deloval v leih 1647–1650 (1611, ? – 1666, ?)
- Matija Stopar, duhovnik, na Igu deloval med letoma 1641 in 1646 (?)
- Janez Krstnik Strniša, duhovnik in nabožni pisatelj na Igu deloval med letoma 1721 in 1723 (okoli 1670, Kranjska – po 1723)
- Janez Pavel Stroj, duhovnik in nabožni pisatelj, na Igu deloval med letoma 1786 in 1807 (1758, Podbrezje - Britof – 1807, Ig)
- Jožef Škrinar, duhovnik, prevajalec in nabožni pisatelj (1753, Ljubljana – 1825, Zgornje Gorje)
- Nikolaj Štrekel, duhovnik, na Igu deloval leta 1484 (?)
- Peter Štumpf, škof, duhovnik, teolog, zgodovinar in salezijanec, na Igu deloval med leti 1995–98 (1962, Murska Sobota)
- Ivan Traven, duhovnik in zadružni delavec, na Igu deloval med letoma 1900 in 1901 (1874, Tacen (Ljubljana) – 1918, Ljubljana)
- Franc Vojska, duhovnik, na Igu deloval med leti 1831–43 (?)
- Ciril Zajec, duhovnik in salezijanec, na Igu deloval med letoma 1986 in 1989 (1927, Veliki Gaber – 2011, Beograd, Srbija)
- Matevž Wolf, duhovnik in prevajalec Svetega pisma (1752, Radovljica – 1827, Radovljica)

## Šolstvo
- Jakob Dimnik, učitelj, organizator šolstva, urednik in pedagoški pisec (1856, Jarše (Ljubljana) – 1924, Ljubljana)
- Franc Govekar, učitelj (1840, Idrija – 1890, Šiška (Ljubljana))
- Fran Hlavka, pomožni učitelj na Igu in časnikar (1853, Radovljica – 1882, Ljubljana)
- Jerica Zemljan, učiteljica (1877, Ljubljana – 1942, Ljubljana)
- Andrej Winkler, pravnik in politik, bil domači učitelj pri Auerspergih na Igu (1825, Nemci – 1916, Gradec, Avstrija)

## Vojska
- Lado Ambrožič - Novljan, partizan, komunist in general (1908, Čatež ob Savi – 2004, Golo)
- Ivan Borštner, podčastnik in publicist, zaradi izdaje vojaške tajnosti prestajal zaporno kazen v zaporu Ig (1944, Celje)
- Josip Jakič, general (1921, Zapotok – 2014, Ljubljana)
- Janko Rudolf, partizan, prvoborec in narodni heroj (1914, Križ pri Komendi – 1997, Ljubljana)
- Stanko Semič, partizanski častnik, narodni heroj, španski borec, muzealec in pisatelj (1915, Ljubljana – 1985, Ljubljana)
- Ljubomir Šercer, partizanski častnik in narodni heroj (1915, Branik – 1941, Tomišelj)
- Anton Trtnik, narodni heroj (1908, Ljubljana – 1942, Gramozna jama (Ljubljana))
- Anton Župec, prvi aktivist OF iz Iške vasi (?, – 1942, Iška vas)

## Zdravstvo
- Franc Debevec, zdravnik ftiziolog (1898, Ig – 1978, Ljubljana)
- Rajko Sedej, stomatolog (1927, Vrbljene – 2019, ?)

## Šport
- Vesna Rožič, šahistka (1987 – 2013)
- Janez Bolha, rokometaš, športni funkcionar

## Razno
- Anamarija Kastelic, Miss Turizma Slovenije 2021